# У-Цанг

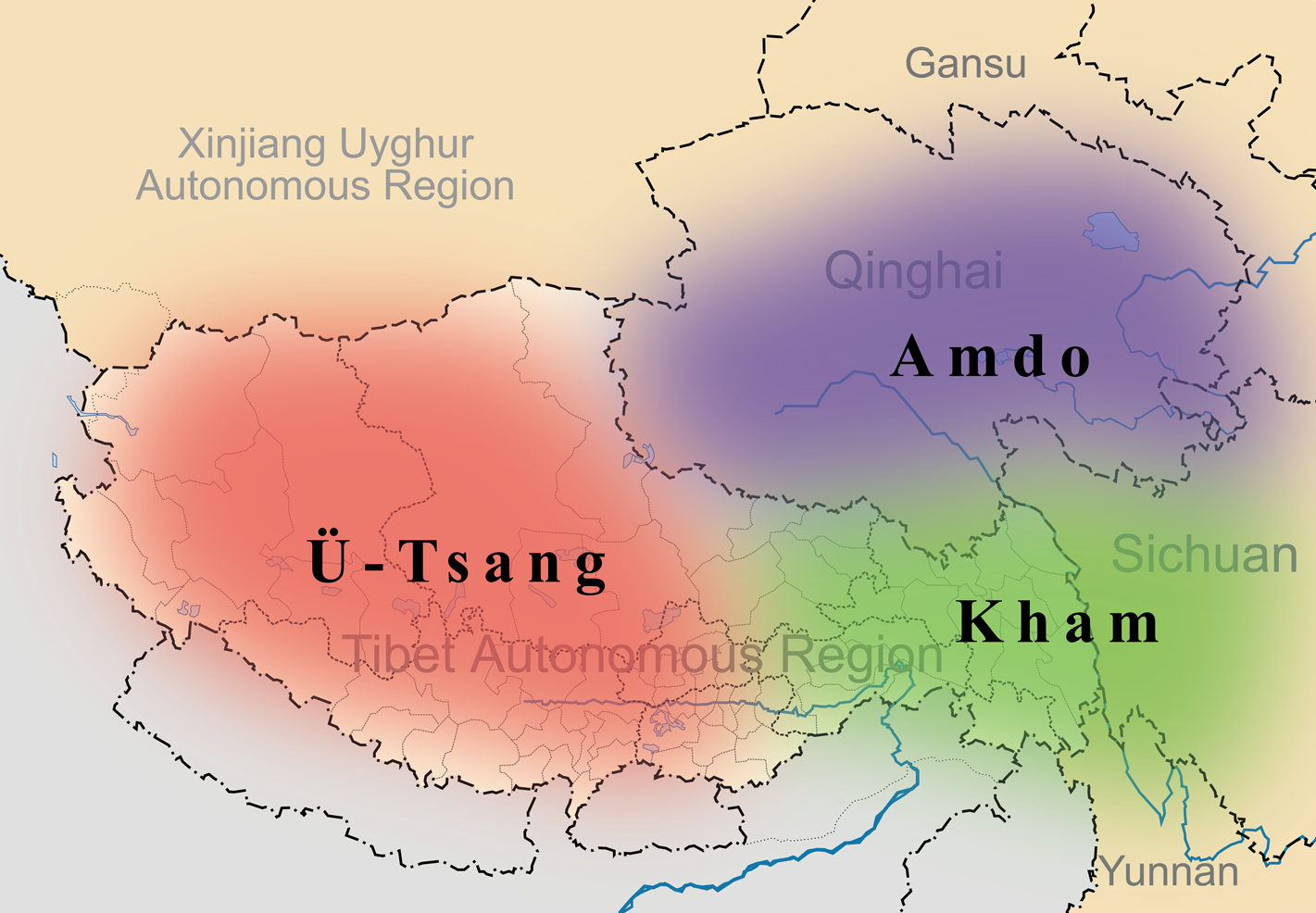
Карта регіонів Тибету.

У-Цанг— один з регіонів Тибету, на які традиційно тибетці поділяють свою країну. Знаходиться у південно-західній частині країни.
Регіон У-Цанґ складається з південної області У зі столичною Лхасою, серединної області Цанг і північної області Нгарі, протягом довгого часу зберігав політичну самостійність. На південь від нього простяглися Гімалаї. Наразі вся територія У-Цанґа входить до складу автономного району Тибету КНР.
Провінції, на які у минулому поділявся Тибет і які донині зберігають традиційну назву:
- У-Цанг
- Кхам
- Амдо